# Codi ATC C02
El  codi ATC C02, descrit com Antihipertensius, és una subgrup terapèutic de l'Anatomical, Therapeutic, Chemical Classification System (ATC). La classificació ATC és un sistema de codis alfanumèric desenvolupat per l'Organització Mundial de la Salut (OMS) per als fàrmacs i altres productes sanitaris. El subgrup C02 és part del grup anatòmic C Sistema cardiovascular.

Els codis per a ús veterinari (codis ATCvet) poden han estat creats afegint la lletra Q davant dels codis ATC humans: QC02... 
Les adaptacions estatals de la classificació ATC poden incloure codis addicionals no presents en aquesta llista, que segueix la versió de l'OMS.

## C02A Antiadrenèrgics d'acció central
C02A A Alcaloides de la rauwòlfia
C02A B Metildopa
C02A C Agonistes del receptor d'imidazolidina

## C02B Antiadrenèrgics per bloqueig ganglionar
C02B A Derivats del sulfoni
C02B B Amines secundàries i terciàries
C02B C Composts d'amoni biquaternari

## C02C Antiadrenèrgics d'acció perifèrica
C02C A Antagonistes de receptors adrenèrgics alfa
C02C C Derivats de la guanidina

## C02D Agents que actuen sobre elmúscul llisarteriolar
C02D A Derivats tiazídics
C02D B Derivats de l'hidrazinoftalacina
C02D C Derivats de la pirimidina
C02D D Derivats del nitroferricianur
C02D G Derivats de la guanidina

## C02K Altres antihipertensius
C02K A Alcaloides, excl. els de la rauwòlfia
C02K B Inhibidors de la tirosina hidroxilasa
C02K C Inhibidors de la MAO
C02K D Antagonistes de la serotonina

## C02L Antihipertensius idiürèticsen combinació
C02L A Alcaloides de la rauwòlfia i diürètics en combinació
C02L B Metildopa i diürètics en combinació
C02L C Agonistes del receptor d'imidazolina i diürètics en combinació
C02L I Antagonistes adrenèrgics alfa i diürètics
C02L F Derivats de la guanidina i diürètics
C02L G Derivats de l'hidrazinoftalazina i diürètics
C02L K Alcaloides, excl. els de la rauwòlfia, i diürètics
C02L L Inhibidors de la MAO i diürètics
C02L N Antagonistes de serotonina i diürètics
C02L X Altres antihipertensius i diürètics